# Getty institut za konzervaciju
Getty institut za konzervaciju (GCI), konzervatorski je institut u Los Angelesu, Kalifornija, SAD, i financira ga J. Paul Getty Trust. GCI provodi znanstvena istraživanja vezana uz konzerviranje restauriranje. Nudi formalne edukativne programe, te publicira radove vezane za spomenutu tematiku.
Nalazi se u Getty Centru no ima i prostore u Getty Vili. Institut je počeo s radom 1985. Privatna je međunarodna istraživačka ustanova posvećena napretku konzervacije restauracije. Institut "služi konzervatorskoj zajednici, i to kroz znanstvena istraživanja, obrazovanje i usavršavanje, vođenje oglednih konzervatorsko restauratorskih projekata, te širenje rezultata svog rada, kao i rada drugih koji djeluju u spomenutom polju" i "vezan je na principe koji rukovode radom Getty Trust-a: služenje, filantropija, poučavanje, i dostupnost." Institut djeluje u području restauriranja umjetnina te arhitekture.

## Znastveni projekti
Znanstvenici instituta proučavaju propadanje objekata i građevina, te pokušavaju iznaći rješenja prisutnih problema.  Jedan od brojnih projekata je vezan za utjecaj vanjskih i unutarnjih zagađivača zraka na muzejske zbirke.  Drugi se pak projekt bavi propadanjem kamena pješčenjaka, od koji je sagrađen nacionalni kapitolij i koji je sada u United States National Arboretumu.
Nadalje institut "provodi i znanstvena istraživanja o sastavu materijala." Primjerice projekt konzervacije fotografija kao jedan od svojih ciljeva postavlja i stvaranje "Atlasa analitičkih značajki fotografskih procesa" a što će pak omogućiti određenje "detaljanih kemijskih tragova svih približno 150, načina razvijanja fotografija."

## Edukacija i stručno usavršavanje
Obučavanje svih zainteresiranih važno je za održivost rada instituta. Institut na primjer surađuje s drugim organizacijam kako bi stvorio edukaciju "koji bi muzejskom osoblju pomogao u očuvanju predmeta od ljudi ili prirode izazvanih ekstremnih situacija." U istitutu je razvijena i edukacija "Fundamentals of the Conservation of Photographs" koji se sada poučava na Akademiji lijepih umjetnosti u Bratislavi, te u Slovačkoj nacionalnoj knjižnici. Pored tečajeva i radionica institut surađuje i u provođenju dugoročnih obrazovnih programa, kao što je implementacija MA programa konzervacije arheoloških i etnografskeih predmeta, u suradnji sa Sveučilištem u Kaliforniji, Los Angeles, SAD.

## Terenski projekti
GCI terenski projekti " odabrani su po načelu kako se uklapaju u ciljeve instituta, poput podizanja javne svijesti, širenje novih, široko primijenjivih informacija u polju konzervacije restauracije, te podupiranja brige za kulturnu baštinu" i "moraju biti provedeni u suradnji s ozbiljnim partnerima kako bi projekti bili u funkciji i nakon što se institut povuče iz njih." Kao primjere navedimo projekte očuvanja Mogao špilja te Yungang Grottoes u Kini;

## Širenje informacija
Vjerojatno najveći doprinos institut daje u širenju informacija o tehnikama i metodama koje se koriste u polju konzerviranja i restauriranja.
Metode distribuiranja informacija uključuju: konferenceije, predavanja, knjige, web, video, audio i druge publikacije.
Dio naslova publiciranih od strane GCI (dio informacija danas dostupan je besplatno u elektronskom obliku):
- Ward, Philip R. The nature of conservation: a race against time. Marina del Rey, CA: Getty Conservation Institute, 1986. (ISBN 0-941103-00-5)
- The conservation of tapestries and embroideries: proceedings of meetings at the Institut royal du patrimoine artistique, Brussels, Belgium, September 21–24, 1987. Los Angeles: Getty Conservation Institute, 1989. (ISBN 0-89236-154-9)
- Cather, Sharon.  The conservation of wall paintings: proceedings of a symposium organized by the Courtauld Institute of Art and the Getty Conservation Institute, London, July 13–16, 1987. Marina del Rey, CA: Getty Conservation Institute, 1991. (ISBN 0-89236-162-X)
- Beley, Ennis, and Jeffrey Levin. Picture LA: landmarks of a new generation. Marina del Rey, CA: Getty Conservation Institute, 1994. (ISBN 0-89236-305-3)
- Klein, Kathryn. The unbroken thread: conserving the textile traditions of Oaxaca. Los Angeles: Getty Conservation Institute, 1997. (ISBN 0-89236-380-0)
- Corzo, Miguel Angel. Mortality immortality?: the legacy of 20th-century art. Los Angeles: Getty Conservation Institute, 1999. (ISBN 0-89236-528-5)
- Dorge, Valerie, and Sharon L. Jones. Building an emergency plan: a guide for museums and other cultural institutions. Los Angeles: Getty Conservation Institute, 1999. (ISBN 0892365293)
- Lavédrine, Bertrand, Jean-Paul Gandolfo, and Sibylle Monod. A guide to the preventive conservation of photograph collections. Los Angeles: Getty Conservation Institute, 2003. (ISBN 0-89236-701-6)
- Schweidler, Max, and Roy L Perkinson. The restoration of engravings, drawings, books, and other works on paper. Los Angeles: Getty Conservation Institute, 2006. (ISBN 0-89236-835-7)
- Rainer, Leslie and Angelyn Bass Rivera editors. The Conservation of Decorated Surfaces on Earthen Architecture. Los Angeles: Getty Conservation Institute, 2006. (ISBN 978-0-89236-850-1)
- Caneva, Giulia, Maria Pia Nugari, and Ornella Salvadori. Plant Biology for Cultural Heritage: Biodeterioration and Conservation. Los Angeles: Getty Conservation Institute, 2009. (ISBN 978-0-89236-939-3)

Tečajevi GCIa uključuju:
- ARIS (International Course on Architectural Records, Inventories and Information Systems for Conservation)

## Vodeće osoblje
| 1985-90 | Luis Monreal       |
| 1990-98 | Miguel Angel Corzo |
| 1998-   | Timothy P. Whalen  |

Od ustanovljenja GCI je imao 3 ravnatelja. Osim ravnatelja više osoblje čine:
- Pomoćnica ravnatelja, Programi: Jeanne Marie Teutonico
- Pomoćnica ravnatelja, Administracija: Kathleen Gaines
- Glavni znanstvenik: Giacomo Chiari
- Voditelj fundacije: Kathleen Dardes
- Voditelj terenskih projekata: Susan Macdonald

Godine 2009, GCI je imao proračun od 33 milijuna dolara, smanjen s 41 milijuna dolara u 2008.

## Getty trust aktivnosti izvan instituta
Osim instituta J. Paul Getty Trust doprinosi konzervatorsko restauratorskom polju i kroz konzervatorski odjel J. Paul Getty Museuma, kao i kroz konzervatorsku zbirku u knjižnici Getty Research Instituta, te putem potpora konzervaciji kroz Getty Foundation.

## Vanjske poveznice
- Službena stranica